# Stephen Solomita
Stephen Solomita, né en 1943 dans le quartier de Bayside à New York dans l'état de New York, est un écrivain américain, auteur de roman policier. Il signe également ces écrits sous le pseudonyme de David Cray.

## Biographie
Depuis la fin des années 1980, il est l'auteur sous son nom et sous le pseudonyme de David Cray de nombreux romans policiers et noirs. Peu traduit en France, il compte trois traductions.

## Œuvre

### Sous le nom de Stephen Solomita

#### Série Stanley Moodrow
- A Twist of the Knife (1988)
- Force of Nature (1989)
- Forced Entry (1990)
- Bad to the Bone (1991)
- A Piece of the Action (1992)
- Damaged Goods (1996)

#### Autres romans
- A Good Day to Die (1993)
- Last Chance for Glory (1994) Publié en français sous le titre Baroud d'honneur, traduction de Frank Reichert, Paris, Gallimard, coll. « Série noire » no 2558, 1999
- Trick Me Twice (1998)
- No Control (1999)
- Monkey in the Middle (2008)
- Cracker Bling (2008)
- Mercy Killing (2009)
- Angel Face (2011)
- Dancer in the Flames (2012)
- The Striver (2014)

### Sous le pseudonyme de David Cray

#### Série Julie Brennan
- Little Girl Blue (2001) Publié en français sous le titre Little Girl Blue, traduction de Pierre Bondil, Paris, Payot & Rivages, coll. « Rivages/Noir » no 610, 2006
- What You Wish for (2002)

#### Autres romans
- Keeplock (1995)
- Bad Lawyer (2001) Publié en français sous le titre Avocat criminel, traduction de Monique Lebailly, Paris, Payot & Rivages, coll. « Rivages/Thriller », 2002, réédition, Paris, Payot & Rivages, coll. « Rivages/Noir » no 504, 2004
- Partners (2003)
- Dead Is Forever (2004)